# Tête à Tête
Tête à Tête ist ein dreiminütiger Animations-Kurzfilm. Er gewann am 2. Juni 2006 in Winterthur die fünfte Slam-Movie-Night. Später wurde der Film auch in Kinos gezeigt. Regisseur ist Valentino Weibel. Die Produktion übernahm „Movieshaker Entertainment“.

## Handlung
Die Szene spielt in einer stilisierten Eislandschaft, die von einer tiefen Spalte durchzogen ist. „Weiße“ und „Schwarze“ (entfernt an Pinguine erinnernde Knetgummifiguren) nähern sich und stehen sich auf beiden Seiten einer Schlucht mit Speeren bewaffnet gegenüber. Die beiden Anführer – als einzige anhand ihrer Geschlechtsteile als Männer zu erkennen – beschimpfen und bedrohen einander. Die Gefolgsleute folgen diesem Beispiel.
Die Anführer nähern sich immer weiter der Spalte und geraten schließlich an der Kante aus dem Gleichgewicht. Im Fallen stoßen sie mit ihren Köpfen aneinander und können so den Absturz vermeiden, sind aber gleichzeitig handlungsunfähig. Kopf an Kopf (Tête à Tête) bilden sie allerdings eine Brücke über den Spalt. Das Gefolge sieht sich die irritierende Situation ratlos an, bis die Brücke zunächst von einem „Schwarzen“ überschritten wird. Auf der anderen Seite kommt es wider Erwarten nach dem freudigen, begrüßenden „Hey!“ des „Schwarzen“ zu einem friedlichen Kontakt, und alsbald überschreiten „Schwarze“ wie „Weiße“ die lebende Brücke in beiden Richtungen und plaudern angeregt miteinander. Nach einer Weile macht jemand auf die Lage der Anführer aufmerksam, was zu allgemeinem Gelächter führt.
Schließlich verläuft sich die gemischte Gesellschaft und die Szene blendet ab. Den noch folgenden Geräuschen ist zu entnehmen, dass die Anführer sich weiterhin uneins sind und schließlich abstürzen.